# لیوواردن

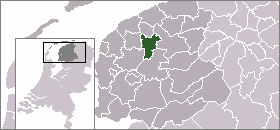
مکان حوزه شهرداری لیوواردن در نقشه هلند

لیوواردن (Leeuwarden) مرکز استان فریسلاند هلند است.
در سال ۱۰۰۰ میلادی چند آبادی در اینجا بوده. در سال ۱۴۳۵ میلادی سه آبادی به نامهای اولدِهوفه، نَیه‌هوفه و هوک متحد شده و رسماً لیوواردن را تشکیل دادند.
در سال ۱۶۵۰ میلادی لیوواردن با ۱۶٬۰۰۰ نفر یکی از ده تا شهر بزرگ هلند بود. از آن پس کم کم رونق خود را از دست داد. اکنون جمعیت این شهر بیش از ۹۰٬۰۰۰ نفر است.